# Impeachment de Café Filho
O processo de impeachment de Café Filho consistiu em uma questão processual aberta com vistas ao impedimento da continuidade do mandato de Café Filho como Presidente da República do Brasil em 1954, tendo sido o 18.º Presidente do Brasil entre 24 de agosto de 1954 e 8 de novembro de 1955. Também foi o 13.º Vice-presidente do país entre 1951 e 1954, função que assumira paralelamente com a de Presidente do Senado Federal.

## Presidente da República
O suicídio do presidente Getúlio Vargas e o afastamento do seu sucessor constitucional, o presidente Café Filho, resultou na vacância do cargo mais alto do Poder Executivo. Como determinava o ordenamento jurídico da época, caso o presidente tivesse que se afastar ou caso o mesmo abandonasse o cargo antes do fim do mandato, o cargo deveria então ser exercido por seu vice-presidente. Com o suicídio de Vargas em 24 de agosto de 1954, Café Filho assumiu a presidência, exercendo o cargo até novembro de 1955.
Em novembro de 1955 foi afastado da presidência por motivos de saúde, assumindo em seu lugar o presidente da Câmara, Carlos Luz, que foi deposto logo em seguida por tentar impedir a posse do presidente eleito Juscelino Kubitschek.

## Contexto político
Nas eleições presidenciais no Brasil em 1955, o governador de Minas Gerais, Juscelino Kubitschek, do PSD, e o vice João Goulart, do PTB, derrotaram o candidato apoiado por Café Filho, general Juarez Távora. Sob a ameaça de golpe pela UDN e uma ala do exército visando remoção de quadros e vícios remanescentes do varguismo, Café Filho manteve-se pelo menos indiferente quanto ao respeito às instituições, o que levou o general Henrique Teixeira Lott, seu ministro da Guerra, que votara no candidato oficial, a desferir um golpe de Estado preventivo (o "retorno aos quadros constitucionais vigentes") para garantir a posse de Juscelino.
Alguns meses antes de Juscelino ser empossado, porém Café Filho sofre um ataque cardíaco em 3 de novembro de 1955 e se afasta do poder, sem encontrar solução para encerrar a crise. Assume a presidência o presidente da Câmara dos Deputados, o deputado Carlos Luz, membro do PSD contrário a candidatura de Juscelino, que mantém a posição de Café Filho de rejeitar o pedido do general Lott de afastamento do coronel Mamede. Por pressão do general Lott, Carlos Luz foi deposto e impedido de governar, assumindo a presidência interina Nereu Ramos, então vice-presidente do Senado. Na época, para garantir a posse dos eleitos JK e Jango, aprovou-se o estado de sítio e o impedimento (confirmado pelo STF) de Café Filho, pois este declarou que pretendia retornar a ocupar o cargo.

## Processo
Em 21 de novembro, porém, Café Filho anuncia que está reassumindo o cargo de presidente, após ter recebido alta médica. Ante o conhecimento de sua participação nos eventos que culminaram com a tentativa de golpe conduzida por Carlos Luz, Lott toma duas decisões: mantém João Café Filho incomunicável em seu apartamento, guardado por tropas do Exército, e determina que seja votada pelo Congresso uma resolução solicitando o seu impedimento, que é aprovada no mesmo dia, por 179 votos a 94, entre deputados, e por 35 votos contra 16, entre senadores. Completava-se, assim, o que se convencionou nominar "retorno aos quadros constitucionais vigentes", conforme definição dada pelo próprio general Lott. O afastamento de Café Filho impunha-se ante a possibilidade de um retorno à situação verificada no período imediatamente anterior ao dia 11 de novembro, até porque o presidente afastado havia se manifestado contrário à posse de Juscelino após sua eleição.
Desde do impedimento até a posse de Juscelino Kubitschek, interinamente a presidência foi exercida pelo vice-presidente do Senado, Nereu Ramos. Ele obteve a aprovação do Congresso para decretar estado de sítio, que vigorou até a posse dos candidatos eleitos em 3 de outubro. Em 7 de janeiro de 1956, o Tribunal Superior Eleitoral proclamou os resultados oficiais do pleito eleitoral, e a 31 de janeiro realizou-se a cerimônia de posse de Juscelino Kubitschek e João Goulart.